# Bremswiderstand (Bergsport)
Der Bremswiderstand im Sportklettern ist eine Methode, im Verlauf eines Sicherungsseils zusätzlich zum Sicherungsgerät oder der Seilbremse in Höhe des ersten Bohrhakens der Zwischensicherungen absichtlich die Seilreibung zu erhöhen. Dadurch wird im Fall eines Sturzes des Vorsteigers ein weiterer Teil der Fangstoßkraft durch Reibung aufgenommen, und die beim Sicherungspartner ankommende Sturzzugkraft verringert sich. Insbesondere ein Sicherungspartner, der leichter ist als der Kletterer, wird bei der Körpersicherung weniger heftig nach oben beschleunigt. Auch die hinter dem Sicherungsgerät aufzubringende Handhaltekraft wird geringer.
Die zusätzliche Bremswirkung kann durch eine spezielle Einhängemethode – den Reibungsclip – oder durch ein mechanisches Gerät erzielt werden.  
Somit können die sicherungstechnischen Folgen einer größeren Gewichtsdifferenz in einer Seilschaft ausgeglichen werden.
Die Reibungserhöhung wirkt auch beim Ablassen des Kletterers und ist daher auch beim Toprope-Sichern hilfreich.

## Methoden und Geräte

### Reibungsclip

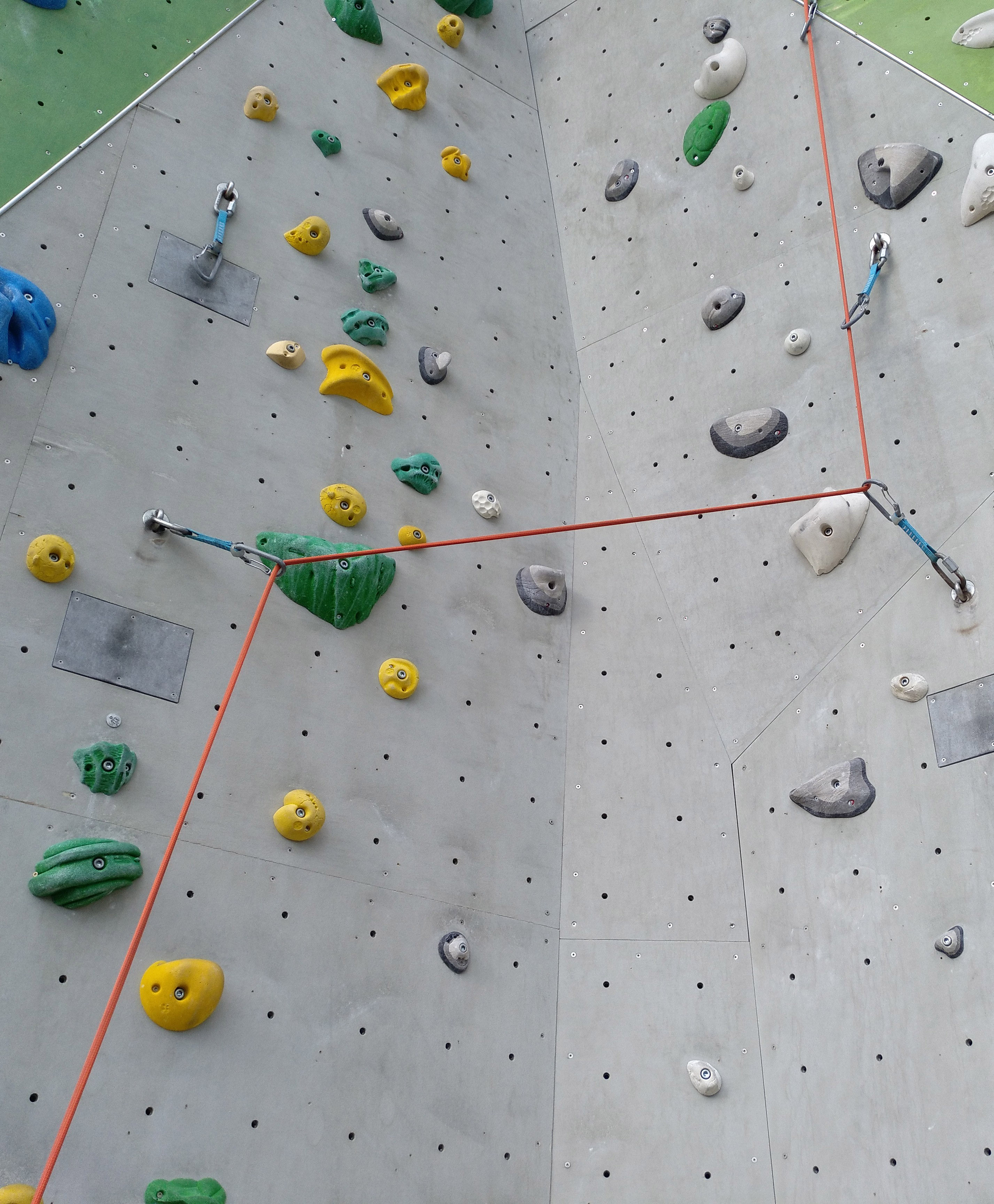
Reibungsclip

Die Methode des Reibungsclips kommt ohne zusätzliche Geräte aus. Hierbei wird das Seil zunächst in die erste Zwischensicherung der Nachbarroute einhängt, dann in gleicher Höhe in die erste Zwischensicherung der zu kletternden Route. So entstehen zwei zusätzliche Umlenkungen des Seiles von jeweils nahezu 90 Grad. Diese erhöhen die Reibung entsprechend der Euler-Eytelwein-Formel exponentiell.

### Geräte mit dynamischer Bremswirkung

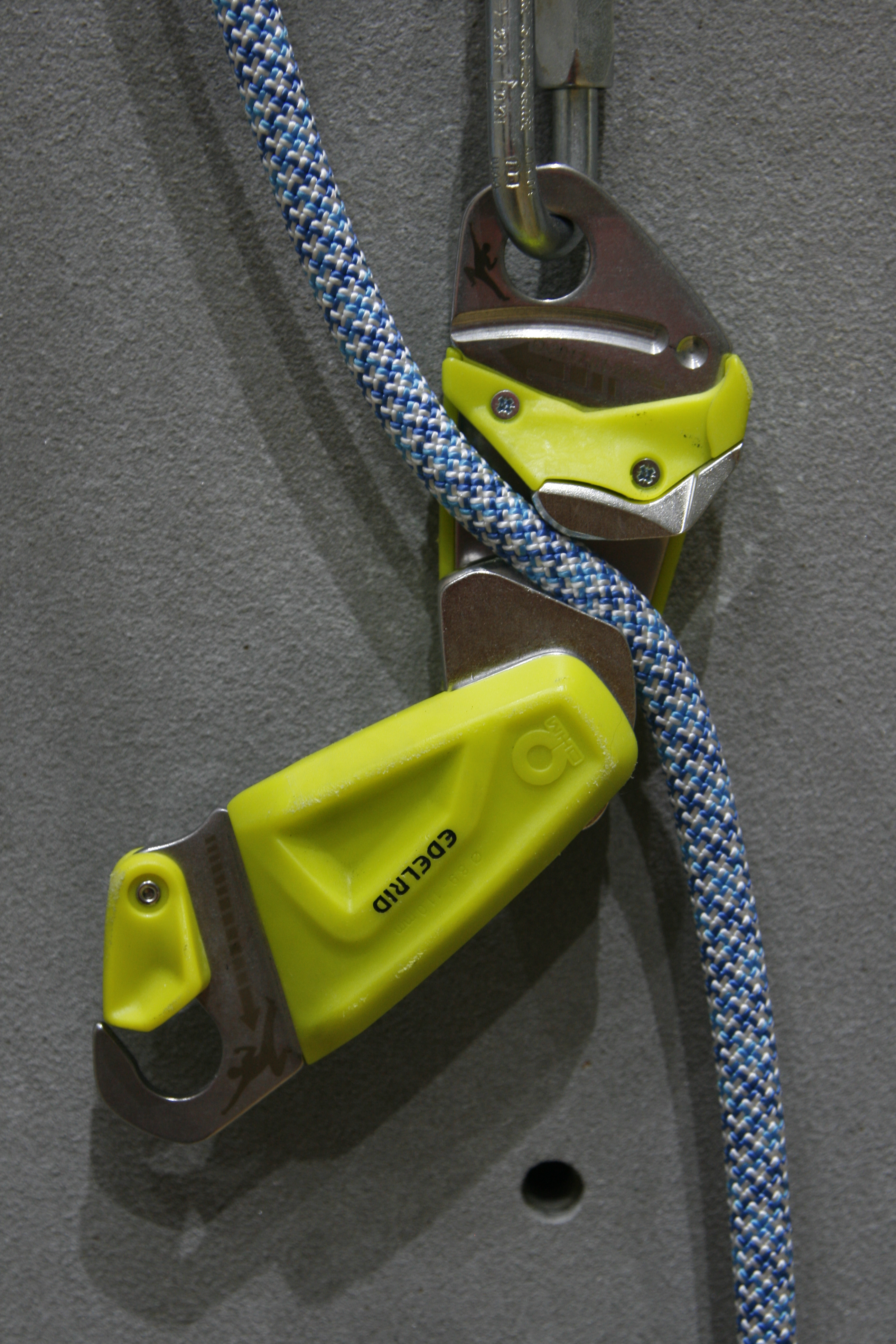
Dynamischer Bremswiderstand Edelrid „Ohm“ (geöffnet)

Geräte mit dynamischer Bremswirkung erhöhen die Reibung situationsabhängig. 
Ein Vertreter dieses Bremsprinzips ist der Bremswiderstand „Ohm“ der Firma Edelrid. Der Produktname wurde in Anlehnung an die Einheit Ohm des elektrischen Widerstands gewählt.
Es verfügt über eine winkelabhängige Klemmvorrichtung. Solange es, bedingt durch sein Eigengewicht, im Ruhezustand nach unten hängt, kann das Seil bei langsamem Zug fast ungehindert passieren. Eine schnelle Seilbewegung nach oben reißt das Gerät jedoch mit, die Klemmvorrichtung beginnt zu greifen und verstärkt den Mitreißeffekt. In der oberen Stellung bremst nun die Klemmvorrichtung den Sturzzug und leitet so eine Teilkraft in die Zwischensicherung ein.
Ein anderer Vertreter dieses Bremsprinzips ist die „Seilbremse Bauer“ der Firma BauerAndMore. Die Bremswirkung entsteht durch die Reibung an  mehrfachen kleinen Umlenkungen des Seiles um runde Metallnocken, wiederum entsprechend der Euler-Eytelwein-Formel. Der Umschlingungswinkel um die Metallnocken ist jedoch nicht konstant wie beim Reibungsclip, sondern wird geregelt.